# 爺神山
爺神山（とかみやま、別称：高瀬富士）は、香川県に位置する山。